# Jonas (profet)
Jonas  (hebraisk: יוֹנָה – Yônâ, "due"; græsk: Ἰωνᾶς – Iōnâs) er den femte i rækken af de 12 små profeter fra Det Gamle Testamente og hovedperson i Jonas' Bog, som søn af Amitaj og født i Gat-Hefer i Zebulons land. 
Jonas levede sandsynligvis før eller Jeroboam 2.s regeringstid, og forudsagde ifølge Anden Kongebog 14,25 kongens held med at vinde et tabt landområde tilbage. Derudover kendes han mest fra sin rejse til Nineveh, hvor han ifølge Jonas' Bog var kaldet af Gud til at forkynde en dom. Men Jonas rejste den modsatte vej med skib væk fra Nineveh, så Gud måtte sende en storm, der fik sømændene til at kaste Jonas over bord i håb om at få  stilnet stormen. Jonas blev derefter slugt af en fisk, og var i fiskens bug i tre dage og nætter, før han blev kastet op på land. Senere tog han til Nineveh og forkyndte sin dom over byen, så den kunne omvende sig.
Jonas blev vred over, at Gud alligevel ikke udslettede byen, så Gud måtte endnu engang gå i rette med ham. 
Profeten Jonas er yndet i bibelhistorien pga. beretningen om fisken, men ellers er han ingen markant figur i Bibelen. Jesus bruger dog hans eksempler til at forudsige sin egen død og opstandelse. For de kristne er fortællingen om Jonas' tre dage i fiskens bug en parallel til de tre dage mellem Jesu korsfæstelse og hans opstandelse.Senere har Jonas og fisken været et yndet motiv i kirkelig kunst - lige fra katedraler, Michelangelos gengivelse i det Sixtinske Kapel til søndagsskoler. 
I Koranen hedder Jonas "Yunus". I islam er hvalen, der slugte ham, et af de ti dyr, der kommer til paradis efter døden. For Olaus Magnus viste historien, at fromheden er størst i havet. Jonas var udstødt af menneskene, men blev vel modtaget af fiskene. 